# 功夫熱
《功夫熱》（英語：Kung Fu）是香港電視廣播有限公司拍攝製作的時裝劇集，全劇共20集，每集長約30分鐘，以彩色製作。編導朱克。石堅擔任該劇的主角。其他主要演員有梁淑卿、石修、蘇杏璇、汪明荃、劉麗詩等。

## 故事大綱
柳仲元師父是一個盛名一時的武術家，他早已告老歸田，與家人隱居鄉間，閒時為村民醫治跌打，甚得人敬重。柳師父有一子兩女。長女柳鳳已出嫁，由於丈夫赴英謀生，她與幼女回娘家居住，每天在父親的醫館幫忙。次女柳儀，性格爽朗，就讀大學的她，與自幼跟隨父親習武的哥哥柳龍相反，對習武完全提不起興趣。
柳龍中學畢業後再無心向學，终日游手好閒，更恃懂得武功，不時生事與人打架令柳師父甚為擔心。在柳鳳的苦勸下，柳師父決定開設武館授徒，希望柳龍有了工作寄托，不再出外生事。無奈柳龍貪慕虛榮，欲加入演藝圈成為武打明星，因此被黑社會利用，更連累父親被要脅，究竟柳師父最後能否憑他的一身武功及仁義之心與黑勢力對抗，令兒子及時浪子回頭呢？

## 演員表

### 主要演員
- 石　堅 飾 柳仲元
- 梁淑卿 飾 柳　妻
- 蘇杏璇 飾 柳　鳳
- 石　修 飾 柳　龍
- 汪明荃 飾 柳　儀
- 劉麗詩 飾 唐　雯

### 其他演員
- 陳　東 飾 田　叔
- 梁　愛 飾 四　嬸
- 譚芳妮 飾 張安妮
- 嚴　浩 飾 張　培
- 陳立品 飾 老　婦
- 吳殷志 飾 大成
- 陳劍雲 飾 木　叔
- 招浩東 飾 馬　仔
- 胡其剛 飾 馬　仔
- 徐英龍 飾 馬仔寅/黑　仔
- 盧大偉 飾 黃製片
- 梁秋媚 飾 吧　女/亞　嬌
- 謝麗霞 飾 侍　女/同學乙
- 梁碧玲 飾 舞　客
- 劉仕裕 飾 舞　客/伙　記/侍　仔
- 張美琳 飾 舞　客/安　娜
- 賴水清 飾 舞　客/徒弟乙
- 黃　新 飾 莫　雄
- 歐陽慎瑩 飾 泉　嫂
- 羅浩楷 飾 占　士
- 蘇鴻遠 飾 飛　仔
- 鍾濟深 飾 李師傅
- 張活游 飾 蘇　森
- 鄭少萍 飾 師　奶
- 楊炎棠 飾 大　衛
- 蘇應波 飾 飛仔乙
- 陳喜蓮 飾 姬絲汀
- 黃建勳 飾 同學甲
- 談泉慶 飾 徒弟甲
- 李國麟 飾 徒弟丙
- 張光銳 飾 徒弟丁
- 黃寶玲 飾 按摩女郎
- 杜琪峯 飾 店　員
- 鄧英敏 飾 雜　差
- 徐桂香 飾 露　絲
- 徐英龍 飾 黑　仔
- 張　雷 飾 馬　仔
- 黃美華 飾 蘭　絲
- 潔　瑩 飾 街坊甲/榮　嬸
- 王　克 飾 街坊乙
- 關偉倫 飾 馬　仔
- 何禮男 飾 男　仔
- 何廣倫 飾 馬　仔

## 電視節目的變遷
| 英屬香港無綫電視翡翠台 逢星期一至五 18:50-19:25 | 英屬香港無綫電視翡翠台 逢星期一至五 18:50-19:25 | 英屬香港無綫電視翡翠台 逢星期一至五 18:50-19:25 |
| ----------------------------------------------- | ----------------------------------------------- | ----------------------------------------------- |
|                                                 | 翡翠劇場 功夫熱 （1975.11.10 - 1975.12.5）      |                                                 |
| 小婦人 （1975.10.6 - 1975.11.7）                | 夜深沉 （1975.12.8 - 1976.1.2）                 |                                                 |

## 外部連結
- 《功夫熱》 GOTV 第1集重溫